# Basidiopycnides
Basidiopycnides — рід грибів. Назва вперше опублікована 2008 року.

## Класифікація
До роду Basidiopycnides відносять 1 вид:
- Basidiopycnides albertensis